# بحيرة عانة
بحيرة عانه أو عنه هي بحيرة عراقية تقع في قضاء عانه في محافظة الانبار غرب العراق.
تبعد البحيرة حوالي 3 كم عن مركز القضاء تكونت البحيرة بعد غمر مدينة عانه القديمة بالمياه نتيجة إنشاء سد حديثة
تعد البحيرة موقعا سياحيا واقتصاديا يزورها السكان من مختلف المناطق للاستجمام وصيد الاسماك.